# Pitcairnia acicularis
Espèce
Classification phylogénétique
Pitcairnia acicularis est une espèce de plantes à fleurs de la famille des Broméliacées endémique du Pérou.